# Leucaena cuspidata
Leucaena cuspidata é uma espécie vegetal da família Fabaceae.
Apenas pode ser encontrada no México.
Está ameaçada por perda de habitat.